# Wild Arms
| 1996 | Wild Arms                   |
| 1997 |                             |
| 1998 |                             |
| 1999 | Wild Arms 2                 |
| 2000 |                             |
| 2001 |                             |
| 2002 | Wild Arms 3                 |
| 2003 |                             |
| 2004 | Wild Arms 4                 |
| 2005 | Wild Arms Alter Code: F     |
| 2006 | Wild Arms 5                 |
| 2007 | Wild Arms XF                |
| 2008 |                             |
| 2009 |                             |
| 2010 |                             |
| 2011 |                             |
| 2012 |                             |
| 2013 |                             |
| 2014 |                             |
| 2015 |                             |
| 2016 |                             |
| 2017 |                             |
| 2018 | Wild Arms: Million Memories |

Wild Arms (яп. ワイルドアームズ ваирудо аːмудзу, стилизованное написание — Wild ARMs) — серия игр в жанрах японская ролевая игра и тактическая ролевая игра для консолей семейства PlayStation. Первоначально серия разрабатывалась компанией Media.Vision, но впоследствии над серией работали также студии Contrail и ForwardWorks. Серия исполнена в стилистике вестерна с элементами фэнтези и научной фантастики. Первая игра в серии вышла в 1996 году, впоследствии вышло ещё семь игр, игрушки, манга и 22-серийный аниме-сериал.

## Разработка
Wild Arms первый ролевой проект студии Media.Vision, которая до этого была известна разработкой серий шутеров Crime Crackers и Rapid Reload. Для того чтобы закрепиться на растущем рынке ролевых игр в середине 1990-х, Sony поручила Media.Vision создать игру с элементами традиционной RPG и трёхмерной графикой для продвижения на PlayStation.
Черпая вдохновение из американских вестернов и манги с тематикой Дикого Запада, такой как Триган Ясухиро Найто, дизайнерам Акифуми Канэко и Такаси Фукусиме удалось создать игру с элементами фэнтези, но в стилистике Дикого Запада, с перестрелками, бандитами и законниками. Также для расширения аудитории были добавлены элементы классического европейского фэнтези, такие как замки, драконы и магия, а также элементы cкандинавской мифологии, японской мифологии и анимизма.

### Музыка
Музыкальный ряд в играх серии Wild Arms вдохновлён мотивами характерными для саундтрека фильмов жанра вестерн. Основным композитором серии стала Митико Нарукэ, ранее писавший музыку только для игр на платформе Super Nintendo Entertainment System. Характерными инструментами использованными в саундтреке являются акустические гитары, мандолины, фортепиано, барабаны, деревянные и медные духовые музыкальные инструменты, а также хлопки и свист. Нарукэ написала музыку для первых трёх игр серии и участвовала в написании музыки для Wild Arms 4 вместе с Нобуюки Симидзу, Рютой Судзуки и Масато Кодой, которые подражали музыке в созданном ею стиле. Нарукэ не участвовала в написании музыки для Wild Arms 5, композиторами для неё стали Масато Кода и Нориясу Агэмацу.

## Общие элементы
Важным элементом мира Wild Arms является наличие огнестрельного оружия именуемого «ARMs», которое считается древней технологией оставшейся с былых воинственных времён. Использование этой технологии порицается обществом и те кто решается её использовать становятся изгоями. Мотивы использования персонажем ARMs играют важную роль в сюжете игр.
Другим важным аспектом серии игр является энвайронментализм. Природа планеты по сюжету находится в угнетённом состоянии и под угрозой антагонистов, которые пытаются её подчинить или уничтожить, для её спасения персонажам приходится взаимодействовать с местным аналогом богов именуемым защитниками. Защитники — являются персонифицированными воплощениями природных аспектов (огонь, вода, ветер и других) и человеческих качеств (храбрость, надежда, любовь и других).

### Сюжет и тематика
Действие игр Wild Arms происходит на планете Филгая, хотя в каждой новой игре мир радикально отличается от мира предыдущих игр. Филгая — фэнтезийный мир с большими пустынями, каньонами и засушливыми равнинами, в некоторых играх представлены и другие типы климата, включая леса, тундры и горные районы. Мир наполнен городками, разбросанными по бескрайним пустошам, кишащим монстрами, а также рунами и подземельями с древними сокровищами. Кроме людей в Филгае проживает и несколько вымышленных разумных рас.

## Состав

### Игры
- Wild Arms — первая игра в серии, многие её элементы заложили основу для дальнейших игр серии, такие как тематика вестерна, пустынная планета Филгая и, подарившее название данной серии игр, огнестрельное оружие «ARMs». В этой игре была представлена система инструментов, с помощью которой персонажи могут перемещаться в ранее недоступные участки локаций, а также решать головоломки. Игра вышла на PlayStation в декабре 1996 года на японский рынок, в апреле 1997 года была выпущена на североамериканский рынок, в октябре 1998 года добралась до стран Европы. Wild Arms сочетает в себе двумерную и трёхмерную графику в режиме перемещения, бои происходят на отдельном экране и они полностью трёхмерны[2]. Героям, Руби, Джеку и Сесилии, предстоит защитить пустынную планету от вторжения демонов[16][17].
- Wild Arms 2 — сиквел Wild Arms, вторая и последняя игра серии для оригинальной PlayStation. Игра сохранила многие элементы предшественницы, но также привнесла элементы научной фантастики, более развитые технологии и кибернетику. В этот раз игроку доступно шесть персонажей между которыми он может переключаться в любой момент. Персонажи в режиме перемещения остались двумерными, а города и подземелья теперь представлены в изометрическом 3D[18].Игрок управляет группой миротворцев призванных остановить террористическую организацию Одесса, а в конечном счёте и древнее зло некогда пытавшееся уничтожить планету[19].
- Wild Arms 3 — первая игра в серии для платформы PlayStation 2 и первая с полностью трёхмерной сел-шейдинговой графикой. Боевая система осталась пошаговой, но между ходами персонажи и их враги стали перемещаться по полю битвы[20]. Игра вернулась к корням стилистики Дикого Запада, события игры разворачиваются в пустынном мире лишённом больших водоёмов, в котором банды искателей приключений и преступников путешествуют в поисках состояния, путём грабежей или поиска сокровищ. Четверо странников, Вирджиния, Джет, Клайв и Галлоус, объединяются чтобы противостоять группе мистиков, которые пытаются оживить демона способного уничтожить мир[21].
- Wild Arms 4 — вторая игра в серии вышедшая на PlayStation 2. Многие игровые механики были изменены, впервые в серии отсутствует система инструментов, а бои теперь происходят на шестиугольниках, перемещая которые игрок выбирает какие действия предпринять персонажу[22]. История рассказывает о молодом человеке по имени Джуд, который отказывается использовать ARM и из-за этого ему приходится убегать от агентов правительства. В качестве компаньонов к нему присоединяются Юли, Арно и Ракель, которые помогают Джуд воссоединиться с матерью, а также противостоять агентам правительства[23].
- Wild Arms Alter Code: F — ремейк самой первой игры, кроме улучшенной графической составляющей содержит расширенный сценарий новые головоломки, перезаписанный саундтрек. Игровой процесс по сравнению с первой частью получил новые элементы появившиеся ранее в Wild Arms 3[24].
- Wild Arms 5 — последняя игра в серии для PlayStation 2 и последняя нумерная часть, была выпущена в декабре 2006 года в Японии, в августе 2007 года в Северной Америке и в феврале 2008 года в Европе[25]. Игра далее развивает систему шестиугольников появившуюся в Wild Arms 4. Игра повествует о 16-летнем искателе приключений по имени Дин Старк и его подруге по имени Ребекка. После того как Ребекка обнаруживает девушку потерявшую память, они с Дином отправляются в путешествие с целью восстановить память девушки. Дин решает использовать ARM чтобы когда-нибудь стать успешным охотником на големов[26].
- Wild Arms XF — ответвление серии для портативной консоли PlayStation Portable[27][28]. В отличие от своих предшественников данная игра — тактическая RPG. Главной героиней игры стала Кларисса Арвин, которая оказывается вовлечена в политическую войну.

### Мобильные игры
Wild Arms Mobile — игра на технологии Adobe Flash для японских мобильных телефонов NTT DoCoMo. Выпущена для цифровой загрузки в 2006 году, содержала набор мини-игр и головоломок с персонажами и локациями из Wild Arms 3.
Wild Arms: Million Memories — игра для мобильных телефонов на iOS и Android, выпущена 26 сентября 2018 года для японского рынка. Игра разработана ForwardWorks и содержит персонажей из прошлых игр серии Wild Arms.

### Манга
В 2001 году, по заказу Sony Computer Entertainment Japan, издательством Коданся была выпущена 187-страничная манга Wild Arms Hana Nusubito. Манга представляет собой работу художника Вакако Обы и содержит сюжетные элементы первых двух игр серии, но происходит в своём уникальном мире.
По всем играм начиная с Wild Arms 2 была выпущена официальная манга пересказывающая сюжет игр с небольшими интерпретациями.

### Аниме
Wild Arms: Twilight Venom — 22-серийный аниме-сериал созданный студией Bee Train и транслировавшийся на канале WOWOW с октября 1999 года по март 2000 года. Сериал имеет оригинальный сюжет. Режиссёрами стали Ицуро Кавасаки и Коити Масимо, композиторами — Ко Отани и Сё Вада.

### Музыкальные альбомы
В дополнение к саундтрекам каждой игры и аниме, были выпущены альбомы содержащие переаранжированные мелодии из различных игр серии. Первый, Alone the World: Wild Arms Vocal Collection, был выпущен в июле 2002 года и содержал вокальные композиции исполненные певицей Каори Асо.
К десятилетию серии Media.Vision и King Records выпустили два альбома в серии Wild Arms: Music the Best, альбомы содержали музыку из первых четырёх игр, а также аниме. Альбом Feeling Wind был выпущен в августе 2006 года, он содержал фортепианные интерпретации различных мелодий с вокалом Харуки Мино и Фумико Хираты, аранжировщиком стал Ясуо Сако. Альбом содержал книжку с нотами и интервью с композитором Митико Нарукэ. Второй альбом этой серии вышел в октябре того же года под названием Wild Arms Music the Best -rocking heart-, он содержал аранжировки в стилях рок и джаз, аранжировщиками стали Ниттоку Иноуэ, Нобухико Касивара, Нао Токисава, Ацуси Томита, Транскильё и Рё Ёнэмицу.

## Оценки прессы и продажи
| Игра                        | GameRankings | Metacritic |
| --------------------------- | ------------ | ---------- |
| Wild Arms                   | (PS1) 78,89% | -          |
| Wild Arms 2                 | (PS1) 67,73% | -          |
| Wild Arms 3                 | (PS2) 77,57% | (PS2) 78   |
| Wild Arms 4                 | (PS2) 72,81% | (PS2) 69   |
| Wild Arms Alter Code: F     | (PS2) 73,35% | (PS2) 73   |
| Wild Arms 5                 | (PS2) 72,69% | (PS2) 71   |
| Wild Arms XF                | (PSP) 68,67% | (PSP) 64   |
| Wild Arms: Million Memories | -            | -          |

В то время как одни критики хвалят игры серии Wild Arms за уникальный подход к повествованию, другие менее лестно отзываются о них, считая, что они призваны лишь заполнить пространство между выпусками более выдающихся игр. В Северной Америке и Европе продажи игр серии всегда были невысокими и ни разу не преодолели отметку для выпуска в сериях PlayStation Greatest Hits и Sony Platinum Range. При этом продажи в Японии были значительно лучше, пяти играм серии удалось достичь достаточных продаж для выпуска в серии PlayStation the Best или PlayStation 2 the Best. Все игры серии, кроме Wild Arms 2 и Alter Code: F, были выпущены на рынки всех основных регионов.